# Богородский, Савва Осипович
Са́вва О́сипович Богоро́дский (1804, Мологский уезд, Ярославская губерния — 26 ноября [8 декабря] 1857, Киев) — российский криминалист-правовед, профессор и декан юридического факультета Императорского университета Св. Владимира.

## Биография
Савва Богородский родился в 1804 году в селе Станове Мологского уезда Ярославской губернии. Будучи сыном сельского дьячка, Богородский получил образование в Ярославской духовной семинарии, а потом в Санкт-Петербургской духовной академии, откуда, не окончив курса, в 1828 году был прикомандирован, в числе нескольких лучших студентов духовных академий, для изучения законоведения, ко II Отделению Собственной Его Императорского Величества Канцелярии, в распоряжение Сперанского, который имел в виду приготовить таким путём научно образованных юристов. С этой целью, по ознакомлении с отечественным законоведением и прослушав курс наук в Санкт-Петербургском университете, Богородский в сентябре 1829 года был отправлен для дальнейшего образования в Берлин, где в течение трёх лет слушал лекции философских и юридических наук у лучших профессоров Берлинского университета (в том числе у Савиньи). В бытность Богородского в Берлине, по его почину, исполнен был русскими студентами перевод на немецкий язык комедии Грибоедова «Горе от ума», тогда ещё не напечатанной в России; этот перевод был издан Шнейдером[кто?]. О жизни студентов за границей весьма любопытные сведения сообщены в пространном письме Богородского из Берлина от 26 октября 1830 года, адресованном одному из его родственников. Возвратившись из-за границы в сентябре 1832 г., Богородский в 1834 года сдал в Санкт-Петербургском университете экзамен на доктора права и защитил диссертацию: «О философии уголовных законов у древних» (осталась не напечатанной).
6 июля 1835 года он был назначен в университет Святого Владимира в Киеве исправляющим должность ординарного профессора законов государственного благоустройства и благочиния, а в 1836 году утверждён в звании ординарного профессора по соединённым кафедрам законов благоустройства и благочиния и законов о финансах; в 1839 году он занял кафедру уголовных законов. Отличаясь обширной учёностью и высокими качествами ума, Богородский вёл дело преподавания серьёзно и вполне научно, сообщая слушателям многосторонние сведения. Рядом с профессорской шла административная деятельность Богородского; несколько раз он был деканом юридического факультета, три раза был избираем проректором университета и, по этому званию, часто исправлял должность ректора, а в 1837 году управлял Киевским учебным округом. Как администратор Богородский оказал большие услуги делу установления внутреннего порядка в университете и учебном округе. Между прочим, он составил проект устройства юридического факультета, впоследствии внесённый в проект общего устава университета Святого Владимира, Высочайше утверждённый 9 июня 1842 года. Им составлены также проекты: об устройстве механической школы при 2-й Киевской гимназии и земледельческих хуторов, об отмене семестров в университетах, о введении в гимназиях преподавания сельского хозяйства. Затем с 26 декабря 1837 года по 22 ноября 1839 года Богородский состоял цензором киевского цензурного комитета, а с этого числа по 7 декабря 1848 года управлял дирекцией 2-й Киевской гимназии и училищ Киевской губернии. С 16 апреля 1846 года — статский советник. В 1854 году, по выслуге 25-ти лет по учебной части, Богородский вышел в отставку, но с 30 апреля 1857 года, по ходатайству юридического факультета, советом университета вновь был приглашён на кафедру уголовных законов, на которой и оставался до своей смерти 26 ноября (8 декабря) 1857 года.
Незадолго до смерти Богородский представил в юридический факультет университета свой труд, представляющий собой добросовестную компиляцию по немецким источникам: «Очерк истории уголовного законодательства в Европе с начала XVIII века», в котором, по отзыву факультета, «с обширной учёностью, полнотой и глубокой основательностью изложено постепенное развитие и современное автору состояние уголовного законодательства в Европе, объясненное самостоятельным взглядом автора и теоретическими исследованиями важнейших криминалистов Германии, Франции, Италии и Англии; это сочинение не только важно в учёном отношении, но может быть весьма полезным для государственных сановников, участвующих законосовещательно в образовании нашего уголовного законодательства». По определению факультета труд Богородского отпечатан на средства университета и вышел в Киеве в 1862 году. Напечатана ещё актовая речь Богородского: «Об успехах уголовного законодательства в Европе с начала XVIII столетия» (1852).
С 1845 года состоял членом Королевского общества северных антиквариев в Копенгагене.
Умер 26 ноября (8 декабря) 1857 в Киеве.

## Награды
- Орден Святой Анны 2-й степени.

## Комментарии
1. ↑  Село Станово[2] Иловенской волости Мологского уезда при реке Мологе находилось в 12 верстах от уездного города[3]; с созданием Рыбинского водохранилища утрачено, ныне — территория Рыбинского района Ярославской области.